# John Robert Vane
John Robert Vane (Tardebigg (Worcestershire), 29 maart 1927 – Farnborough (Hampshire), 19 november 2004) was een Brits biochemicus en Nobelprijswinnaar.

## Biografie
De Brit Vane was de zoon van Francis en Maurice Vane. Zijn interesse voor de scheikunde ontstond toen hij op twaalfjarige leeftijd een scheikundedoos van zijn ouders kreeg. Nadat hij een kleine explosie had veroorzaakt, werd hij verbannen naar het schuurtje dat zijn vader voor hem in de tuin had gebouwd. Na zijn opleiding aan de King Edward VI High School in Edgbaston, ging hij vanaf 1944 scheikunde studeren aan de universiteit van Birmingham. Zijn doctoraal farmacie behaalde hij aan de universiteit van Oxford. Tevens haalde hij een Bachelor aan het St Catherine's College te Oxford.
Vane was 18 jaar werkzaam aan het Institute of Basic Medical Sciences van de University of London in het Royal College of Surgeons of England. Gedurende deze periode ontwikkelde hij BioEssays, die tot een aantal belangrijke wetenschappelijke ontdekkingen leidden. In 1982 won hij de Nobelprijs voor de Fysiologie of Geneeskunde voor zijn onderzoek naar de werking van aspirine. Hierbij ontdekte hij dat aspirine de biosynthese van bepaalde prostaglandinen remt. Omdat deze specifieke prostaglandinen geassocieerd zijn met pijn, koorts en ontstekingen, kon hij met zijn bevindingen de geneeskundige werkzaamheid van aspirine verklaren.
In 1973 werd Vane onderzoeksdirecteur van de Wellcome Foundation. Na twaalf jaar keerde hij terug in de academische wereld en aanvaardde een positie bij het William Harvey Research Institute van de St. Bartholmew's Hospital Medical School in Londen. Hij was gehuwd met Elizabeth Daphne Page; uit het huwelijk werden twee dochters, Nicole en Miranda, geboren.

## Werk
Vane is de ontdekker van een zeer belangrijke prostaglandine, prostacycline (PG12). Prostacycline is een eicosanoïde die in de wanden van bloedvaten wordt geproduceerd. Het neutraliseert de werking van het in de bloedplaatjes gevormde tromboxaan en zorgt zo voor verwijding van de bloedvaten en het vloeibaar blijven van het bloed. Alleen als de vaatwand wordt beschadigd en ten gevolge daarvan ter plaatse minder prostacycline aanwezig is, kan bloedstolling optreden. 
1901: Behring · 
1902: Ross · 
1903: Finsen · 
1904: Pavlov · 
1905: Koch · 
1906: Golgi, Ramón y Cajal · 
1907: Laveran · 
1908: Mechnikov, Ehrlich · 
1909: Kocher · 
1910: Kossel · 
1911: Gullstrand · 
1912: Carrel · 
1913: Richet ·
1914: Bárány · 
1919: Bordet · 
1920: Krogh · 
1922: Hill, Meyerhof · 
1923: Banting, Macleod · 
1924: Einthoven ·
1926: Fibiger · 
1927: Wagner-Jauregg · 
1928: Nicolle · 
1929: Eijkman, Hopkins · 
1930: Landsteiner · 
1931: Warburg · 
1932: Sherrington, Adrian · 
1933: Morgan · 
1934: Whipple, Minot, Murphy · 
1935: Spemann · 
1936: Dale, Loewi · 
1937: Szent-Györgyi · 
1938: Heymans · 
1939: Domagk · 
1943: Dam, Doisy · 
1944: Erlanger, Gasser · 
1945: Fleming, Chain, Florey · 
1946: Muller · 
1947: C. Cori, G. Cori, Houssay · 
1948: Müller · 
1949: Hess, Moniz · 
1950: Kendall, Reichstein, Hench · 
1951: Theiler · 
1952: Waksman · 
1953: Krebs,Lipmann ·
1954: Enders, Weller, Robbins · 
1955: Theorell · 
1956: Cournand, Forssmann, Richards · 
1957: Bovet · 
1958: Beadle, Tatum, Lederberg · 
1959: Ochoa, Kornberg · 
1960: Burnet, Medawar · 
1961: Békésy · 
1962: Crick, Watson, Wilkins · 
1963: Eccles, Hodgkin, Huxley · 
1964: Bloch, Lynen · 
1965: Jacob, Lwoff, Monod · 
1966: Rous, Huggins · 
1967: Granit, Hartline, Wald · 
1968: Holley, Khorana, Nirenberg · 
1969: Delbrück, Hershey, Luria · 
1970: Katz, Euler, Axelrod · 
1971: Sutherland · 
1972: Edelman, Porter · 
1973: Frisch, Lorenz, Tinbergen · 
1974: Claude, De Duve, Palade · 
1975: Baltimore, Dulbecco, Temin ·
1976: Blumberg, Gajdusek · 
1977: Guillemin, Schally, Yalow · 
1978: Arber, Nathans, Smith · 
1979: Cormack, Hounsfield · 
1980: Benacerraf, Dausset, Snell · 
1981: Sperry, Hubel, Wiesel · 
1982: Bergström, Samuelsson, Vane · 
1983: McClintock · 
1984: Jerne, Köhler, Milstein · 
1985: Brown, Goldstein · 
1986: Cohen, Levi-Montalcini · 
1987: Tonegawa · 
1988: Black, Elion, Hitchings · 
1989: Bishop, Varmus · 
1990: Murray, Thomas · 
1991: Neher, Sakmann · 
1992: Fischer, Krebs · 
1993: Roberts, Sharp · 
1994: Gilman, Rodbell · 
1995: Lewis, Nüsslein-Volhard, Wieschaus · 
1996: Doherty, Zinkernagel · 
1997: Prusiner · 
1998: Furchgott, Ignarro, Murad · 
1999: Blobel · 
2000: Carlsson, Greengard, Kandel ·
2001: Hartwell, Hunt, Nurse · 
2002: Brenner, Horvitz, Sulston · 
2003: Lauterbur, Mansfield · 
2004: Axel, Buck · 
2005: Marshall, Warren ·
2006: Fire, Mello ·
2007: Capecchi, Smithies, Evans ·
2008: Zur Hausen, Barré–Sinoussi, Montagnier ·
2009: Blackburn, Greider, Szostak ·
2010: Edwards ·
2011: Beutler, Hoffmann, Steinman ·
2012: Gurdon, Yamanaka ·
2013: Rothman, Schekman, Südhof ·
2014: O'Keefe, Moser, Moser ·
2015: Campbell, Omura, Tu ·
2016: Osumi ·
2017: Hall, Rosbash, Young ·
2018: Allison, Honjo ·
2019: Kaelin, Ratcliffe, Semenza ·
2020: Alter, Houghton, Rice ·
2021: Julius, Patapoutian ·
2022: Pääbo ·
2023: Karikó, Weissman ·
2024: Ambros, Ruvkun